# Jeanne Hoff
Jeanne Hoff (16 de octubre de 1938 - 26 de octubre de 2023) fue una psiquiatra estadounidense. Fue la primera psiquiatra abiertamente transgénero que trató a pacientes transgénero.

## Primeros años y educación
Hoff nació en San Luis, Misuri, en 1938, hija única de James y Mary Hoff. Sirvió como miembro de la Guardia Costera.
Hoff asistió a la Universidad de Washington con el apoyo de una beca y se graduó con una licenciatura en 1960. Posteriormente obtuvo una Maestría en Ciencias en Yale. Se graduó de la Universidad de Columbia con un título médico en 1963.  Obtuvo su doctorado en química del estado sólido en la University College de Londres. La formación y residencia en psiquiatría de Hoff se realizó en la Facultad de Medicina de la Universidad de Washington en San Luis.

## Carrera
Hoff trabajó con el sexólogo y endocrinólogo Harry Benjamin, y más tarde se hizo cargo de su consultorio en la ciudad de Nueva York en 1976. Más tarde fundó su propio consultorio en su casa en el barrio de Chelsea, en Manhattan, que existió hasta la década de 1980.
Después de cerrar su consultorio, Hoff trabajó en un pabellón psiquiátrico de Brooklyn antes de mudarse a Hudson, Nueva York. Trabajó en una clínica ambulatoria estatal en la cercana Kingston. Posteriormente se trasladó a Pittsburgh y finalmente a Oakland, California, donde trabajó como psiquiatra en el sistema penitenciario de California. Se jubiló en 1999, después de ser agredida por un recluso durante una sesión de psiquiatría.

## Activismo
Hoff fue miembro de la Asociación Internacional de Disforia de Género Harry Benjamin cuando se formó en 1979. A diferencia de otros psiquiatras de la época, Hoff reconoció que la orientación sexual y la identidad de género eran independientes entre sí y criticó a los psiquiatras que presionaban a las mujeres transgénero para que entablaran relaciones con hombres cisgénero.
Hoff fue el tema del documental de media hora de la NBC de 1978, Becoming Jeanne: A Search for Sexual Identity, que fue presentado por Lynn Redgrave y Frank Field. El documental cubrió la cirugía de afirmación de género de Hoff en diciembre de 1977. El documental ganó un premio Ohio State Broadcasting Award en 1979, y fue nominado a un Emmy de Nueva York en la categoría de Programa Documental Destacado.

## Vida personal
Hoff se describió a sí misma como una católica "devota" y fue miembro del grupo católico LGBT Dignity. También impartió clases sobre sexualidad en Dignity.

## Muerte y legado
Hoff murió en 2023 en San Francisco, a causa de la enfermedad de Parkinson.
Sus archivos se conservan en el Instituto Kinsey.